# Інцидент з Ту-134 в Одесі
Інцидент з Ту-134 в Одесі — авіаційний інцидент, що стався у суботу 31 грудня 1988 року в аеропорту Одеси, Одеса (УРСР, СРСР). Пасажирський авіалайнер Ту-134А радянської авіакомпанії «Аерофлот» з бортовим номером СССР-65011 виконував пасажирський рейс з Калінінграда в Одесу, але при пробігу після посадки викотився за межі злітно-посадкової смуги і зупинився лише за півтора метра від сходу на ґрунт. Ніхто з 80 осіб, що перебували на борту авіалайнера, а це 76 пасажирів та 4 членів екіпажу (остаточна кількість членів екіпажу невідома), не постраждав.
Причиною стало грубе порушення екіпажем інструкцій, внаслідок чого авіалайнер здійснив посадку на швидкості значно вище за допустиму — 415 км/год. Жоден пасажирський літак ніколи не здійснював посадку з такою високою швидкістю.